# Лисенков, Владимир Иванович
Владимир Иванович Лисенков (род. 12 мая 1973) — российский самбист, бронзовый призёр первенства Европы 1992 года среди юниоров, чемпион мира 1993 года среди юниоров, бронзовый призёр розыгрыша Кубка России 2000 года, серебряный (2000) и бронзовый (1998, 1999, 2001) призёр чемпионатов России, бронзовый призёр чемпионата Европы 2000 года в Мадриде, мастер спорта России международного класса. Наставниками Лисенкова были Заслуженные тренеры России Николай Савин и Александр Соколов. Выступал в весовой категории до 82 кг.

## Всероссийские соревнования
- Кубок России по самбо 2000 — ;
- Чемпионат России по самбо 1998 — ;
- Чемпионат России по самбо 1999 — ;
- Чемпионат России по самбо 2000 — ;
- Чемпионат России по самбо 2001 — ;